# Taeniophyllum giriwoense
Taeniophyllum giriwoense är en orkidéart som beskrevs av Johannes Jacobus Smith. Taeniophyllum giriwoense ingår i släktet Taeniophyllum och familjen orkidéer. Inga underarter finns listade i Catalogue of Life.